# Mehinaku
I Mehinaku (o anche Mehinaco o Mehinako) sono un piccolo gruppo etnico del Brasile, vicino all'estinzione,  che ha una popolazione stimata in circa 254 individui (2011). Parlano la lingua Mehinaku (codice ISO 639: MMH) e sono principalmente di fede animista.
Vivono nello stato brasiliano di Mato Grosso, nella riserva di Xingú, in una zona vicina ai fiumi Tuatuari e Kurisevo. Denominazioni alternative: Mehinaco, Mahinaku, Minaco. Sono in gran parte cacciatori, pescatori e coltivatori di manioca e mais. La quasi totalità dei Mehinaku parla anche il portoghese.

## Storia
Come molte altre tribù indigene, i Mehinako non hanno degli acconti storici molto antichi. Gli antropologi fanno quindi fatica a conoscere molti aspetti della loro storia. Il villaggio più antico conosciuto costruito dai Mehinako venne creato nel 1850 circa e venne chiamato Yulutakitsi. Siccome quella comunità non esiste più non si sa esattamente dove il villaggio fosse sorto.
Secondo i Mehinako storicamente i villaggi si trovavano presso il fiume Tuatuari, a nord del principale villaggio Aweti. I Mehinako affermano che un tempo i villaggi erano molto più grandi, a causa del fatto che gli esploratori europei non erano ancora giunti nelle loro terre e non avevano quindi portato le malattie contro cui gli indigeni non avevano difese immunitarie. Queste comunità vennero abbandonate per diversi motivi, tra cui l'eccessivo impoverimento del suolo, l'arrivo di colonie di formiche, e un tabù tribale associato al vivere in luoghi dove molta gente era morta.
Nel 1884, quando i primi esploratori tedeschi giunsero nel territorio del fiume Xingu e cominciarono a riportare fatti sulle tribù che vivevano nella zona, i Mehinako vivevano in due villaggi e un accampamento usato solo durante la stagione secca. Molti antropologi credono che la popolazione in quel periodo fosse di quattro volte maggiore rispetto a quella di oggi.
Negli anni '50 gli Ikpeng, un gruppo tribale separato, invasero il territorio dei Mehinako obbligandoli a fuggire. Durante l'invasione il capo dei Mehinako venne ucciso da una freccia. Un'altra tribù, i Yawalapiti, venne costretta allo stesso. Questa migrazione tribale portò un cambiamento politico nella regione alta dello Xingu.
I Yawalapiti diedero ai Mehinako una delle loro case in un luogo chiamato Jalapapuh, e gli Aweti divisero il territorio lungo un sentiero tra il loro villaggio e il nuovo centro Mehinako. Per circa 10 anni i Mehinako costruirono comunità attorno al loro nuovo centro culturale, fino a che una epidemia di influenza e morbillo uccise 15 persone negli anni '60. Dopo l'accaduto i Mehinako si spostarono in una zona vicina. Gli indigeni si spostarono ancora nel 1981, ma non andarono lontano dal loro territorio di origine.